# Вичене (Пескара)
Вичене (итал. Vicenne) је насеље у Италији у округу Пескара, региону Абруцо.
Према процени из 2011. у насељу је живело 114 становника. Насеље се налази на надморској висини од 509 м.